# Dziawołtwa
Dziawołtwa, Dziewołtwa (lit. Deltuva) – historyczny region na Litwie wchodzący w skład Auksztoty.

## Historia
Według litewskich legend Dziawołtwa miała należeć do rodu Centaurów, wywodzącego się od towarzyszy Palemona. O najeździe na Dziawołtwę i Nalszę przeprowadzonym przez Wojsiełka przeciwko Dowmuntowi wspomina Kodeks Hipacki. Dziawołtwa szybko utraciła swoją odrębność polityczną i prawdopodobnie do końca XIII wieku została w pełni podporządkowana wielkim książętom litewskim.

## Lokalizacja
Dziawołtwa obejmuje tereny położone na obu brzegach rzeki Świętej. Według Tomasa Baranauskasa obejmowała region Malatów, Onikszt i Wiłkomierza. Dokładna lokalizacja Dziawołtwy nie jest znana, według Visuotinė lietuvių enciklopedija obejmuje ona dorzecze Świętej oraz jej dopływów: Szywrinty, Siesartis i Virinty; tj. tereny położone w okolicach Kowarska, Kurkli, Owanty, Wiłkomierza, Bartnik, Szyrwintów, Giedrojciów i Widziniszków.
Zdaniem Zbysława Wojtkowiaka Dziawołtwa i Nalsza przekształciły się w powiat zawilejski i powilejski, a następnie w powiaty brasławski i oszmiański; część miejscowości Dziawołtwy weszła również w skład powiatu wileńskiego.